# Pas de repos pour Billy Brakko
Pas de repos pour Billy Brakko és un curtmetratge francès dirigit per Jean-Pierre Jeunet, estrenat el 1984.
El curtmetratge està extret de Pas de linceul pour Billy Brakko, publicat a Métal Hurlant n°27 (1978), escrit i dibuixat per Marc Caro.

## Argument
Després de dos anys de vagar forçat, Billy Bracco s'assabenta pel diari de la seva pròpia mort i va a la recerca de la seva estimada per aclarir la situació, però s'enfronta a una sèrie d'esdeveniments tràgics que el porten a una trampa mortal.

## Repartiment
- Marc Caro
- Jean Bouise (veu)
- Phil Gascar
- Jean-Pierre Jeunet